# علی‌پور، نتراکونا
علی‌پور، نتراکونا (به لاتین: Alipur, Netrokona) یک منطقهٔ مسکونی در بنگلادش است که در استان داکا واقع شده‌است.

## خصوصیات
علی‌پور ۰٫۳ کیلومترمربع مساحت دارد.